# Martino Alfieri
Martino Alfieri (Milano, 10 novembre 1590 – Napoli, 30 marzo 1641) è stato un arcivescovo cattolico italiano.

## Biografia
Nacque a Milano, capitale dell'omonimo ducato e sede arcivescovile, nel 1590. Il fratello Andrea divenne senatore della città di Milano nel 1637.
Seguì gli studi sotto la guida dei gesuiti, laureandosi in seguito in utroque iure all'Università di Pavia.
Recatosi a Roma, intraprese la carriera ecclesiastica, venendo ordinato sacerdote il 15 aprile 1623. Nel 1627 divenne vicario della basilica di Santa Maria Maggiore, poi nel 1631 inquisitore e visitatore apostolico a Malta.
Il 21 agosto 1634 papa Urbano VIII lo nominò vescovo di Isola. Ricevette la consacrazione episcopale nella basilica di Santa Maria Maggiore a Roma il 10 settembre successivo dalle mani del cardinale Giulio Roma, vescovo di Tivoli, co-consacranti i vescovi Giovanni Battista Altieri (poi cardinale), già vescovo di Camerino, e Giovanni Battista Scanaroli, vescovo titolare di Sidone.
Dieci giorni dopo, lo stesso pontefice lo nominò nunzio apostolico a Colonia. Inizialmente risiedette a Liegi, poi dal 1636 a Colonia.
L'11 aprile 1639 lo stesso pontefice lo nominò arcivescovo metropolita di Cosenza, mentre era stato destinato a succedergli come nunzio a Colonia il cardinale Fabio Chigi. La successione si compì il 13 giugno seguente. Il 15 novembre fu annoverato tra i vescovi assistenti al Soglio pontificio.
Il 10 giugno 1640 prese possesso dell'arcidiocesi per procura, mentre il 10 settembre ricevette il pallio. Nei primi mesi del 1641 si recò personalmente a Cosenza, ma governò la diocesi solo per pochi mesi, perché morì il 30 marzo di quello stesso anno a Napoli. Fu sepolto nella cattedrale di Cosenza.

## Genealogia episcopale e successione apostolica
La genealogia episcopale è:
- Arcivescovo Filippo Archinto
- Papa Pio IV
- Cardinale Giovanni Antonio Serbelloni
- Cardinale Carlo Borromeo
- Cardinale Ottavio Paravicini
- Cardinale Giambattista Leni
- Cardinale Giulio Roma
- Arcivescovo Martino Alfieri

La successione apostolica è:
- Cardinale Francesco Maria Machiavelli (1639)